# Worth megye (Missouri)
Worth megye az Amerikai Egyesült Államokban, azon belül Missouri államban található. Megyeszékhelye és legnagyobb városa Grant City. Lakosainak száma 1973 fő (2020. április 1.). Worth megye Ringgold, Gentry, Harrison, Nodaway és Taylor megyékkel határos.

## Népesség
A megye népességének változása:
| Lakosok száma | 2153 | 2128 | 2077 | 2090 | 2057 | 1973 |
|               | 2010 | 2011 | 2012 | 2013 | 2015 | 2020 |